# Nieuwe Vide
Nieuwe Vide is een culturele organisatie voor actuele kunst in Haarlem en is voortgekomen uit de Vide cultura, een kunstenaarsinitiatief opgericht op 14 mei 1990. Naast tentoonstellingsruimte beschikt Nieuwe Vide over twintig studio’s die gebruikt worden door kunstenaars en creatieve ondernemers.
Nieuwe Vide bood van 2000 tot en met 2008 samen met Het Patronaat, Toneelschuur, Grasland, Philharmonie Haarlem en De Hallen plaats aan het )toon) festival, georganiseerd door popjournalist Peter Bruyn. 
Daarnaast verzorgde Nieuwe Vide verschillende keren programma-onderdelen op het Houtfestival.